# Lorenzo De Ferrari

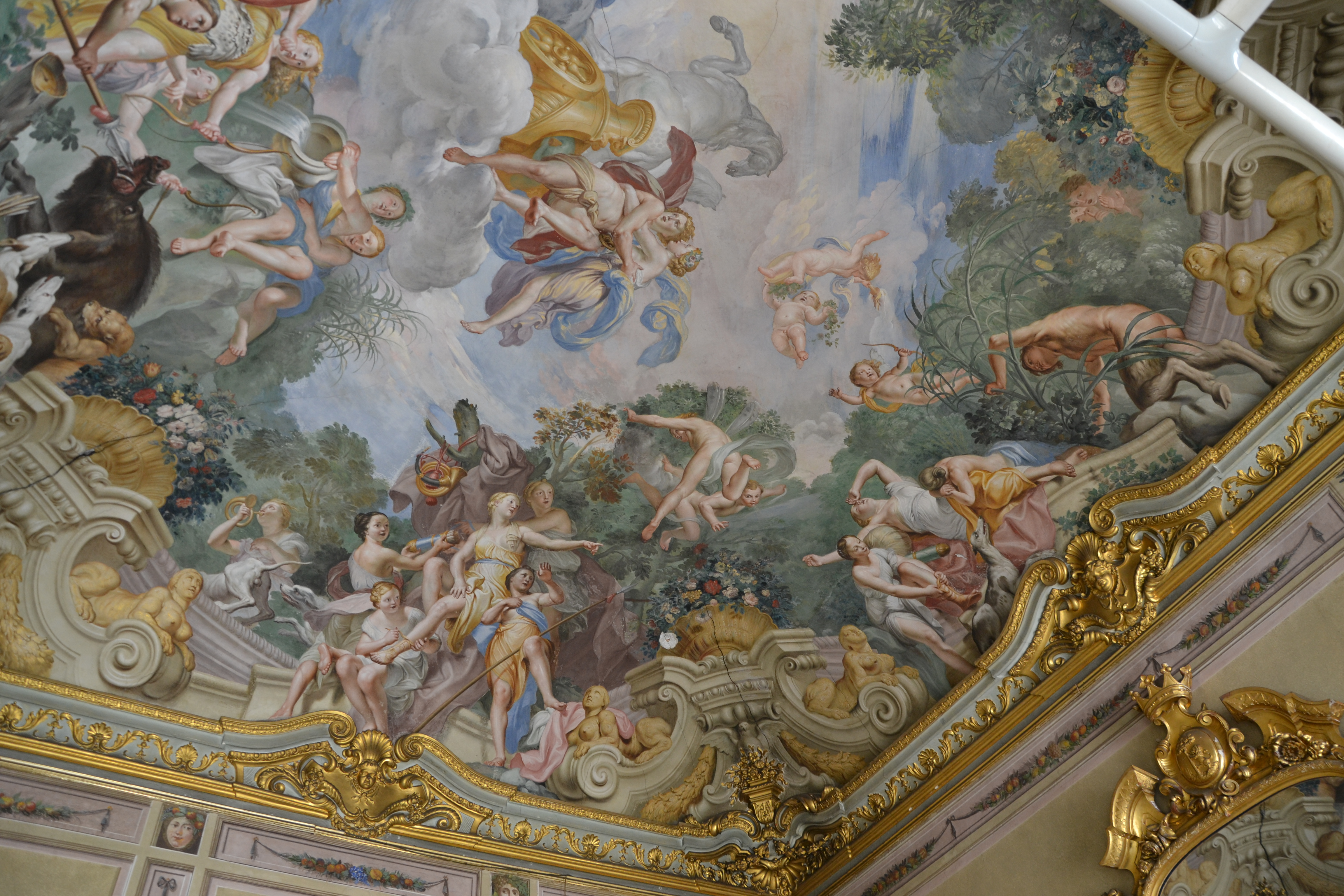
La caccia di Diana,Palazzo Grimaldi (Genova)

Lorenzo De Ferrari (Genova, 1680 circa – Genova, 1744) è stato un pittore italiano del periodo Barocco, attivo soprattutto nella sua città natale, dove produsse numerose opere.

## Biografia
Lorenzo De Ferrari era figlio del pittore Gregorio De Ferrari e di Margherita Piola, figlia di un altro famoso pittore genovese, Domenico Piola.
Fin da bambino mostrò una notevole predisposizione per il disegno e la pittura, incoraggiato anche dal padre.
Divenne apprendista del padre, che gli fece copiare come esempio le opere dei maggiori maestri nelle più importanti quadrerie genovesi. Rimase in seguito stretto collaboratore del padre, fino alla sua morte (1726), il che rende spesso difficile l'attribuzione delle opere e distinguerne le mani. 

### Gli esordi
A vent'anni partecipò al concorso bandito nel 1700 per la decorazione ad affresco della sala del Maggior Consiglio del palazzo ducale di Genova.  Fra le sue prime opere, Tobia e l'angelo (Genova, Palazzo Bianco), e Le storie di Ercole, già a Genova, palazzo Cattaneo Adorno. La sua prima opera ad affresco è considerata la volta della cappella di Sant'Ampeglio, all'interno della chiesa di Santo Stefano a Genova (distrutta), seguita dalla decorazione a fresco delle volte della chiesa di Santa Croce fra il 1715 e il 1726, in collaborazione con il padre, e della chiesa di santa Marta, in collaborazione con lo zio, Paolo Gerolamo Piola (Allegorie di Virtù). Negli anni successivi segue la realizzazione di pale d'altare (La Vergine con il Bambino tra i santi, parrocchiale di Tosse, La Vergine e i ss. Biagio e Francesco di Sales, chiesa di S. Michele a Celle) e dei palazzi patrizi genovesi (in Palazzo Gio Carlo Brignole decora una volta con Prometeo che dà vita alla statua, in Palazzo Bendinelli Sauli realizza Venere consegna le armi a Enea).

### La maturità
Nel 1734 visitò Roma e Firenze, dove entrò in contatto con alcuni noti pittori dell'epoca, tra i quali Sebastiano Conca, Marco Benefial, Ignazio Hugford e Francesco Maria Niccolò Gaburri. Al ritorno è affrescatore nelle maggiori dimore patrizie genovesi: fra i suoi capolavori si ricordano la galleria della cappella di palazzo Durazzo (oggi palazzo reale), con quadrature e monocromi di soggetto mitologico, due salotti nel palazzo Grimaldi di piazza S. Luca, con La Giustizia che premia le Arti e La caccia di Diana, la "galleria dorata" del Trionfo d'Amore e il salotto d'Imene nel palazzo Spinola di Pellicceria,  nel palazzo di Giò Carlo Doria tre salotti con il Carro del Sole, La Notte e le Allegorie degli Elementi e infine nel palazzo Brignole-Durazzo il "Salotto delle Virtù Patrie".
Le committenze religiose di maggiore prestigio furono gli apparati per la beatificazione di Alessandro Sauli nella chiesa genovese di Santa Maria di Carignano e per la canonizzazione di Caterina Fieschi Adorno celebrata da Clemente XII nel 1736. Oggi resta La Vergine tra i ss. Stanislao Kostka e Francesco Borgia nella cattedrale di S. Lorenzo.
Il suo capolavoro è considerato dalla critica l'ultima opera rilevante del De Ferrari, la Galleria Dorata di Palazzo Carrega con le Storie di Enea, ove la decorazione ad affresco, gli stucchi e i dipinti si fondono armoniosamente creando una serie di effetti scenici tesi a moltiplicare lo spazio, risultando una delle ideazioni più originali dell'epoca.
A Lisbona, presso la Chiesa di Nostra Signora della Porziuncola, si trova un tabernacolo in legno, realizzato a Genova da Gerolamo Pittaluga, su disegno di Lorendo de Ferrari.

Non si sposò mai; per la sua religiosità fu soprannominato l'Abate De Ferrari.

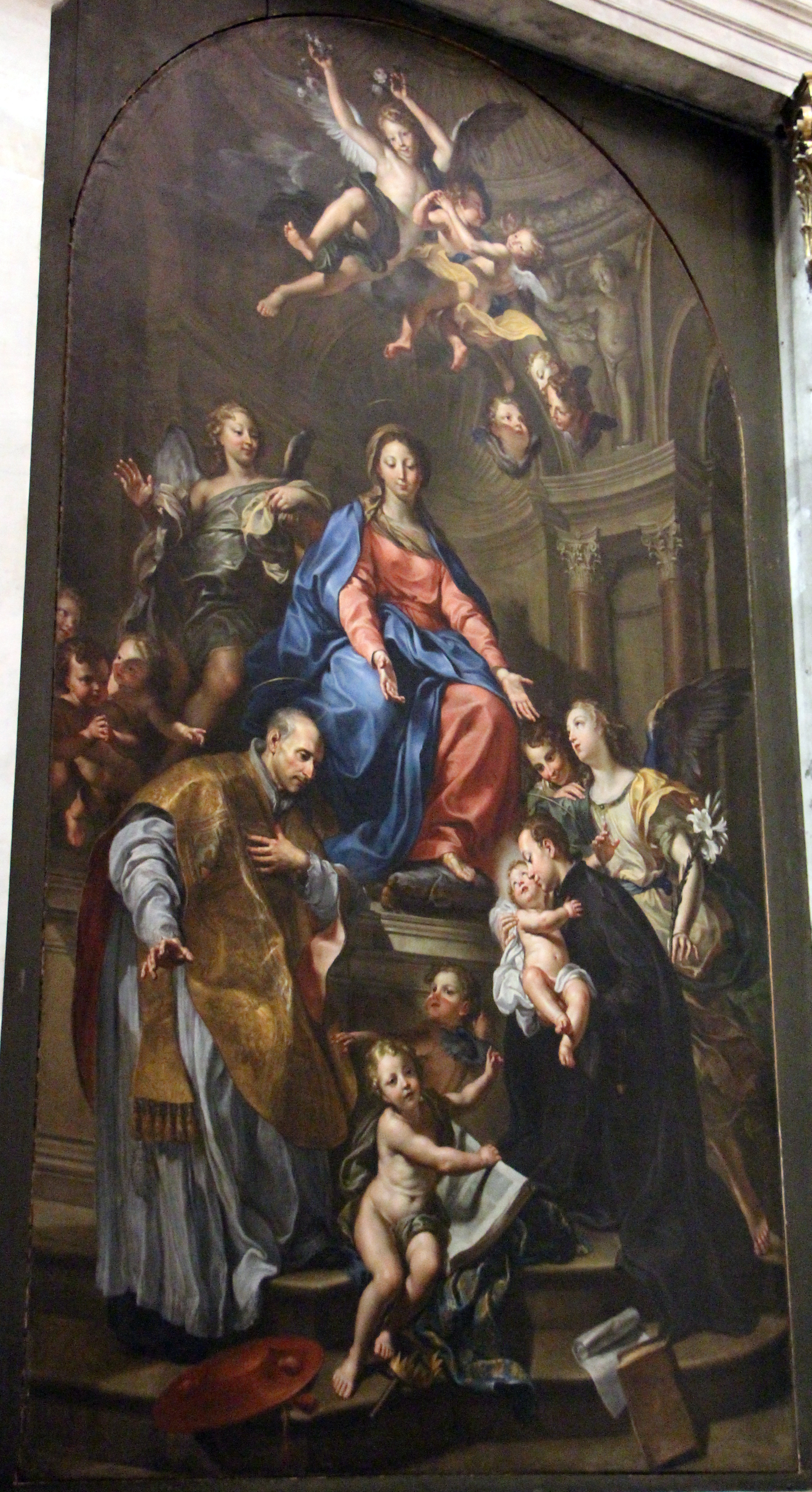
La Vergine tra i ss. Stanislao Kostka e Francesco Borgia, cattedrale di S. Lorenzo
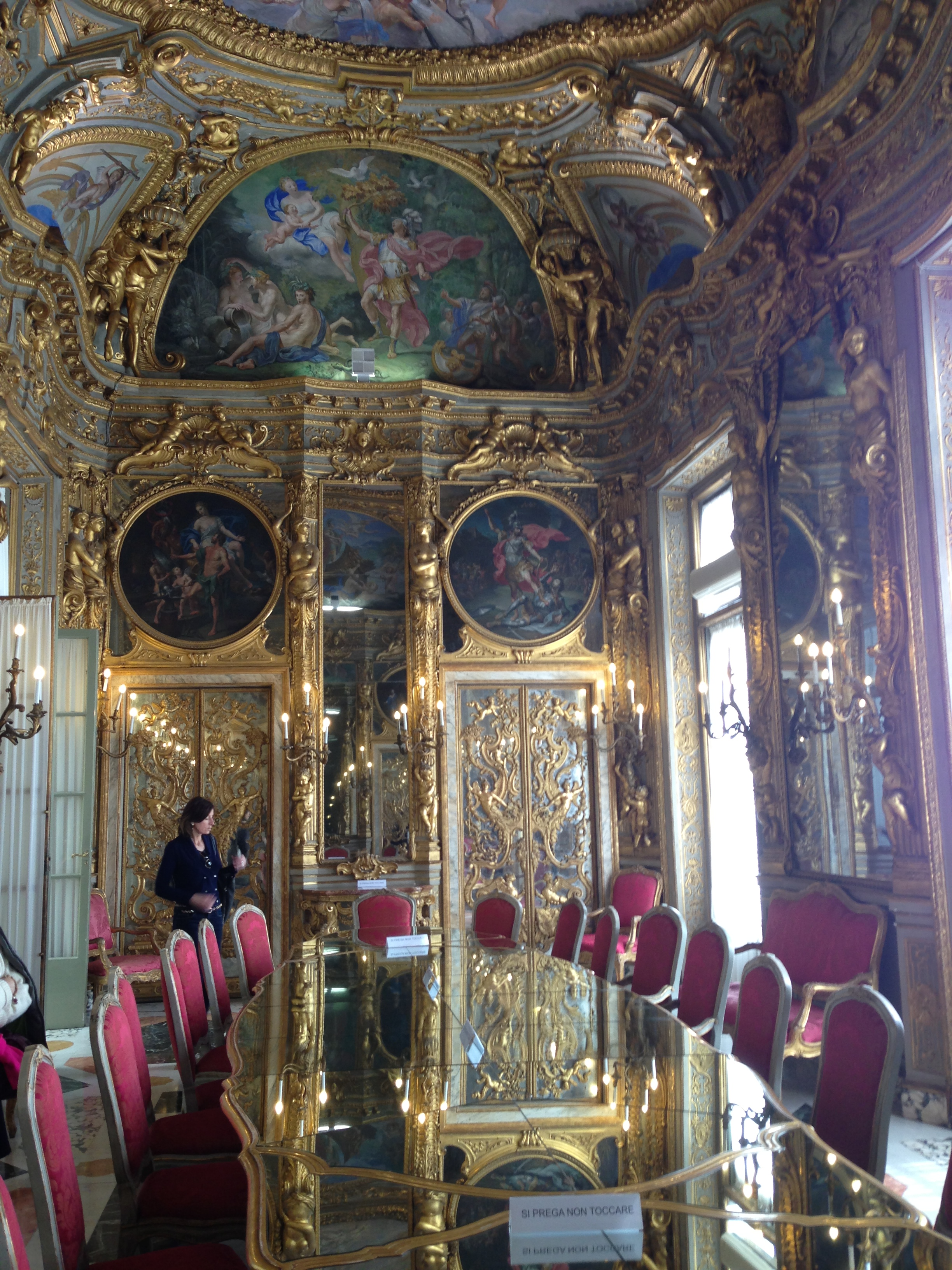
Galleria Dorata di Palazzo Carrega
Le tre grazie (disegno preparatorio), Gabinetto Disegni e Stampe di Palazzo Rosso
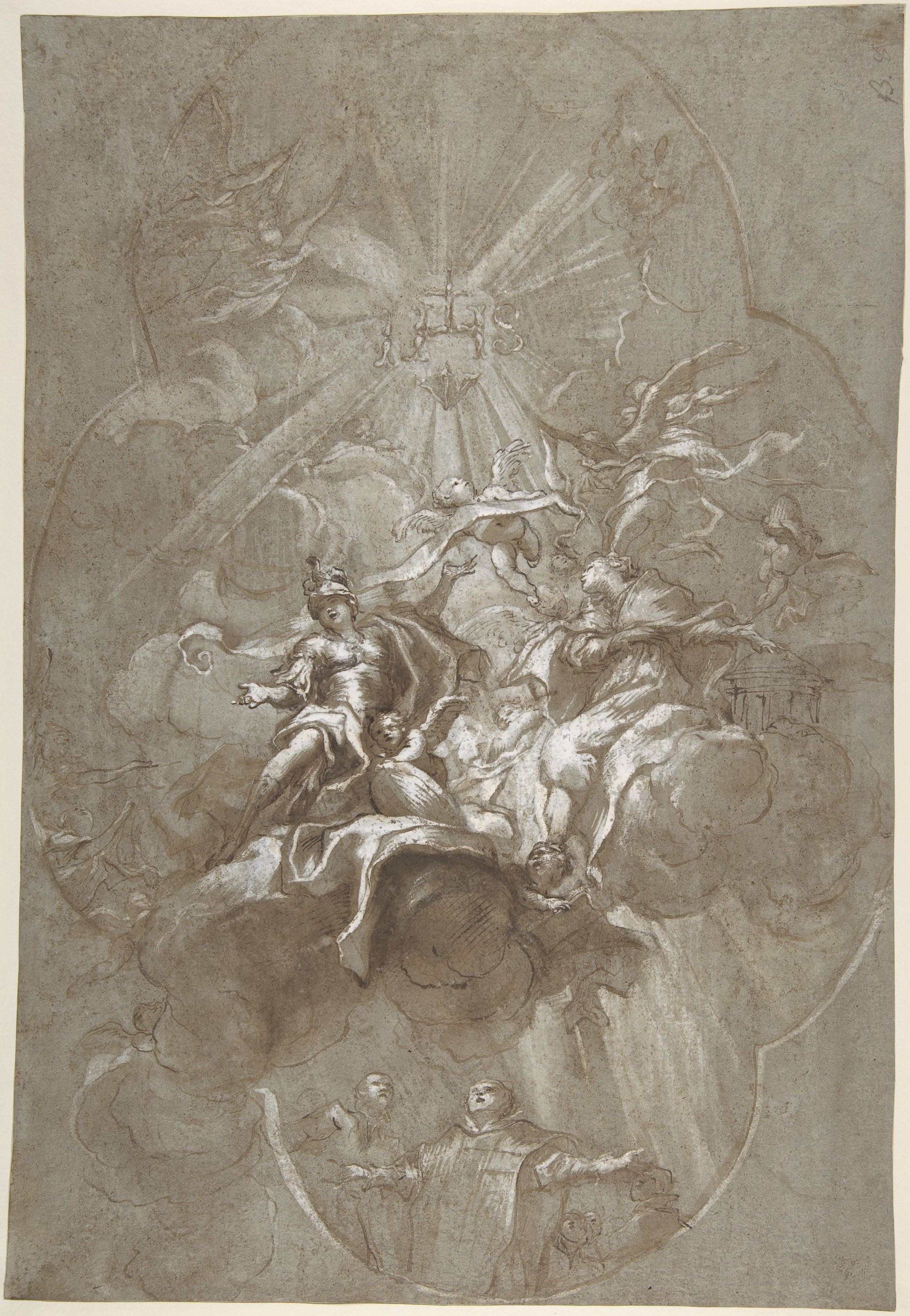
bozzetto per la glorificazione del nome di Gesù, Metropolitan Museum of Art, New York
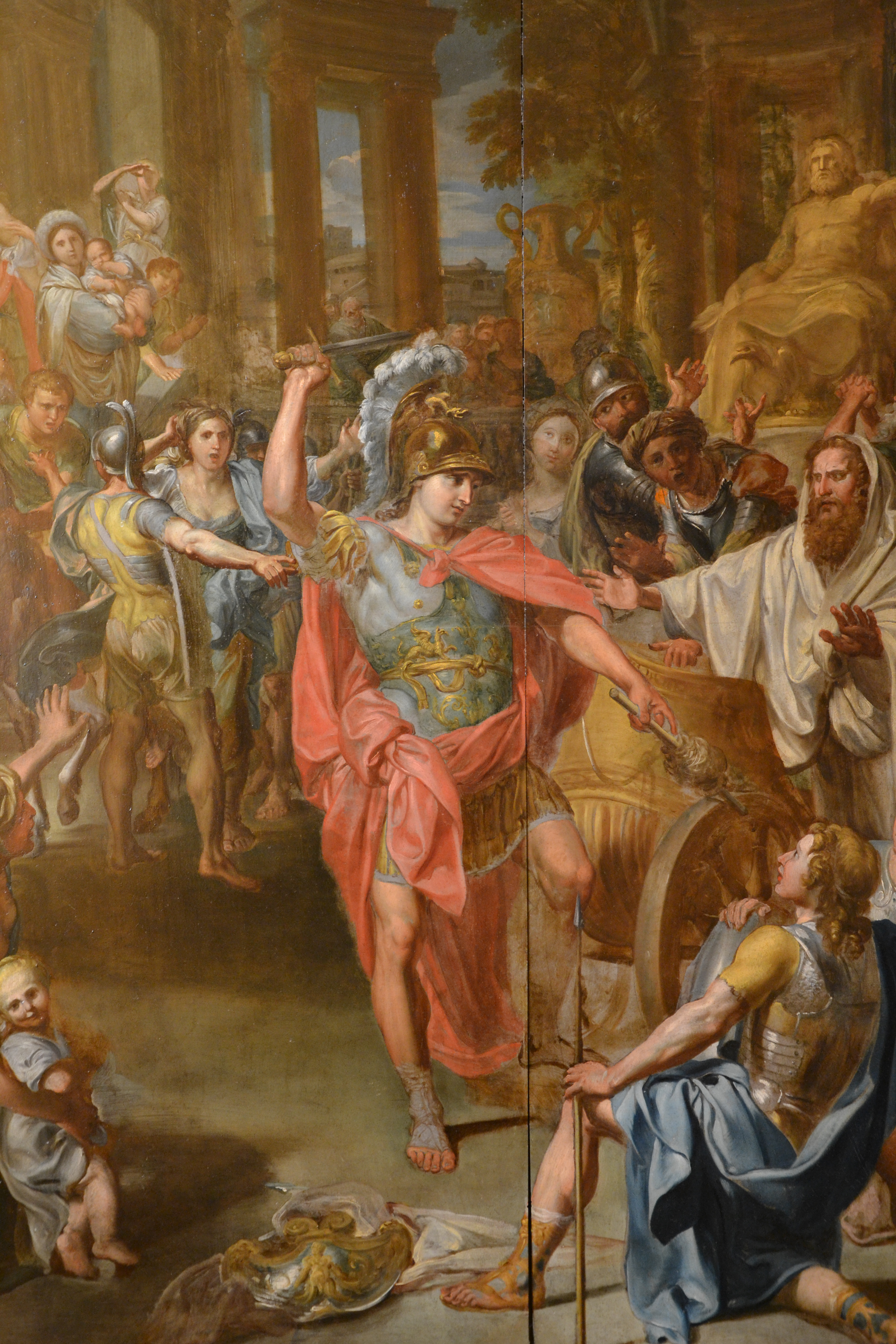
Alessandro e il nodo di Gordio, Genova, Musei di Strada Nuova

## Opere
Tra le sue principali opere, tutte conservate in chiese e palazzi di Genova, oltre al già ricordato dipinto raffigurante Sant'Ampeglio, si possono citare:
- Assunzione della Vergine nella volta della chiesa di San Sebastiano (distrutta)
- Esther e Assuero e Giuditta e Oloferne nella chiesa di San Leonardo.
- Dipinti nella cappella dei santi Stanislao Kostka e Francesco Borgia nella chiesa del Gesù.
- Santi Lucia, Marco e Nicolò da Tolentino nella chiesa di Santa Croce e San Camillo de Lellis.
- Affreschi raffiguranti divinità romane sui soffitti di Palazzo Gio Carlo Brignole (dipinti in collaborazione con il padre Gregorio De Ferrari) e di Palazzo Durazzo-Pallavicini.
- Dipinti nel palazzo Doria in San Matteo.
- Affreschi a Palazzo Spinola[9]
- Santi erasmo e caterina ai piedi dell'immacolata concezione, Chiesa di San Giovanni Battista, (Bastia, Corsica) Santi erasmo e caterina ai piedi dell'immacolata concezione, Bastia

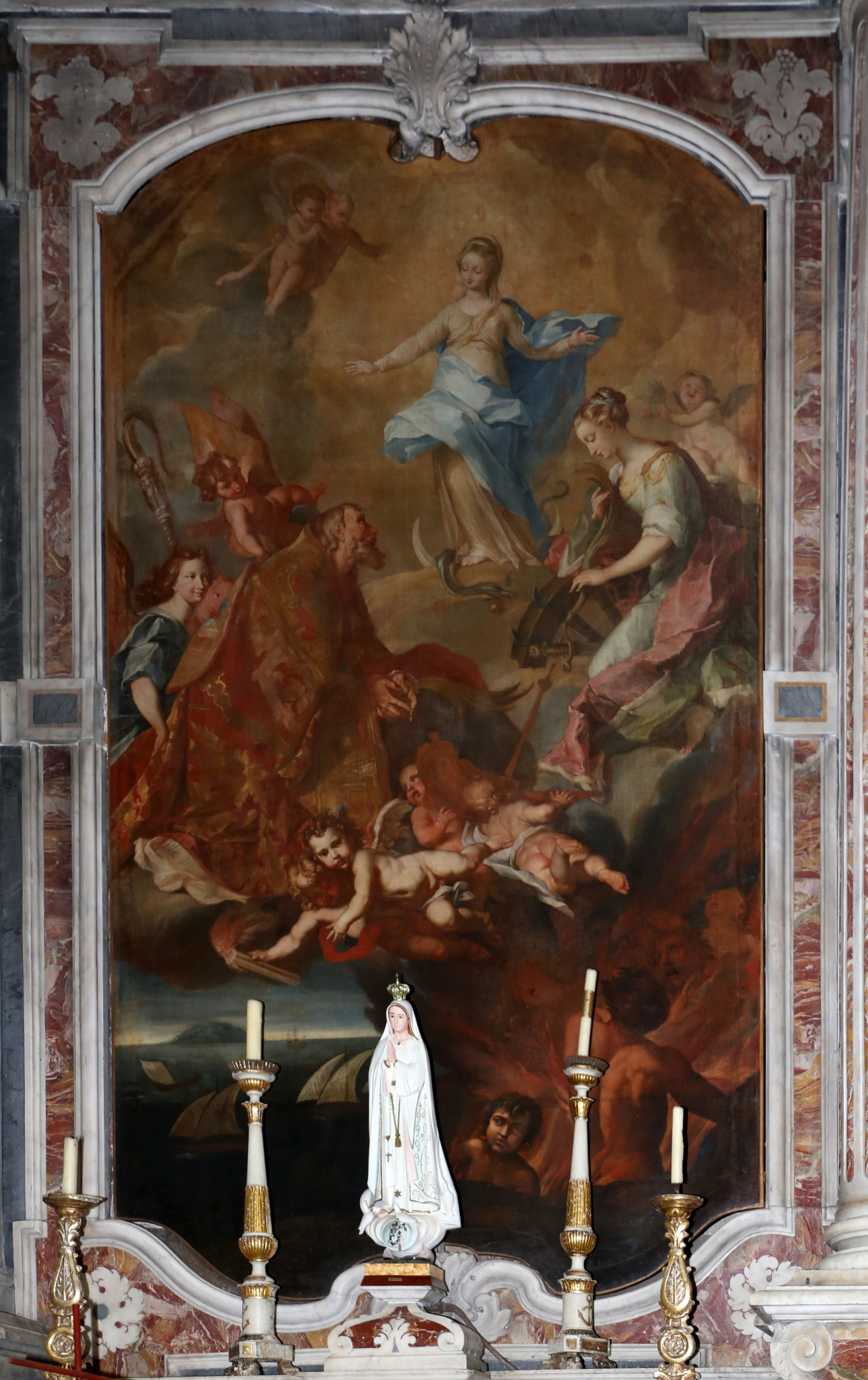
Santi erasmo e caterina ai piedi dell'immacolata concezione, Bastia